# Michelle Horn
Pour les articles homonymes, voir Horn.
Michelle Horn (née le 28 février 1987 en Californie du Sud) est une actrice américaine.

## Biographie
Michelle Horn est principalement connue dans les séries télévisées La Vie avant tout et Associées pour la loi. Elle est aussi la voix de la jeune Kiara dans Le Roi lion 2 ainsi que dans tous les produits dérivés. On peut aussi la voir partager l'affiche avec Bruce Willis dans Otage (2005).

## Filmographie

### Cinéma
- 1995 : Stuart Saves His Family de Harold Ramis : Jeune Jodie
- 2000 : Return to the Secret Garden de Scott Featherstone : Margaret Craven
- 2001 : Mental Hygiene (Court-métrage) : Megan
- 2001 : The Ruby Princess Runs Away de Jahnna Beecham : Princesse Roxanne
- 2005 : Otage de Florent Emilio-Siri : Jennifer Smith
- 2005 : Little Athens de Tom Zuber : Emily
- 2006 : Loving Annabelle de Katherine Brooks : Kristen

### Télévision
- 1996 : Small Talk : Panelist #7
- 1998 : Chance of a Lifetime : Megan
- 1998 : Profiler : Amy Webster
- 1998 : Le Roi lion 2 (Vidéo) de Rob LaDuca et Darrell Rooney : Kiara jeune
- 1998-1999 : Star Trek : Deep Space Nine : Saghi
- 1998-2002 : The Practice : Bobby Donnell et Associés : Joey Halpern/Fields
- 1999 : Les aventures fantastiques d'Allen Strange : Kayla
- 1999 : Arliss : Little Rona
- 1999 : Angel : Rayna
- 2000 : The Amanda Show
- 2000-2002 : Associées pour la loi : Cassie Holt
- 2001-2002 : Les Griffin : Eliza Pinchley (voix)
- 2002 : Galaxie Lloyd : Eileen/Mylaar (voix)
- 2002-2005 : La Vie avant tout : Jesse Campbell
- 2003 : Filmore! : Torri (voix)
- 2005 : FBI : Portés disparus : Tara Patterson
- 2008 : The Coverup de Brian Jun : Cara